# Serge Beaumont
Pour les articles homonymes, voir Beaumont.
Serge Beaumont (Toul, 19 juillet 1926 - massif du Djebel Mouadjène (Algérie), mort pour la France, 29 avril 1958) est un officier parachutiste français. Son nom a été donné à la 192e promotion de Saint-Cyr (2005-2008).

## Biographie
Serge François Marie Beaumont naît à Toul, où son père est alors en garnison au 403e Régiment d’Artillerie de D.C.A. Inspiré par l'exemple paternel, Serge Beaumont envisage de bonne heure la carrière militaire. Il entre à Saint-Cyr, promotion Rhin et Danube (1947-1949). À sa sortie, breveté parachutiste, il choisit les troupes aéroportées.
Le 27 décembre 1951, il embarque à Marseille et rejoint l’Indochine le 01/02/52. Il est au 3e BPC, qui deviendra le 5e BPVN le 01/09/53
En novembre 1953, avec son unité, le 5e BPVN, le lieutenant Beaumont participe à l'Opération Castor" sur Dien Bien Phu. Il est rapatrié en France en janvier 1954.
Il est décoré de la Légion d’honneur[Quand ?], et à 28 ans, proposé au grade de capitaine à titre exceptionnel (1955).
Fin 1957, il gagne l’Algérie. Il commande la 3e compagnie du 9e régiment de chasseurs parachutistes. Fidèle à sa devise : « ne pas tomber, ne jamais faillir, pour ne pas faire tomber », lui et trente-deux hommes de la compagnie trouvent une mort héroïque, le 29 avril 1958, dans la défense du plateau de Djebel Mouadjène,.

## Honneurs

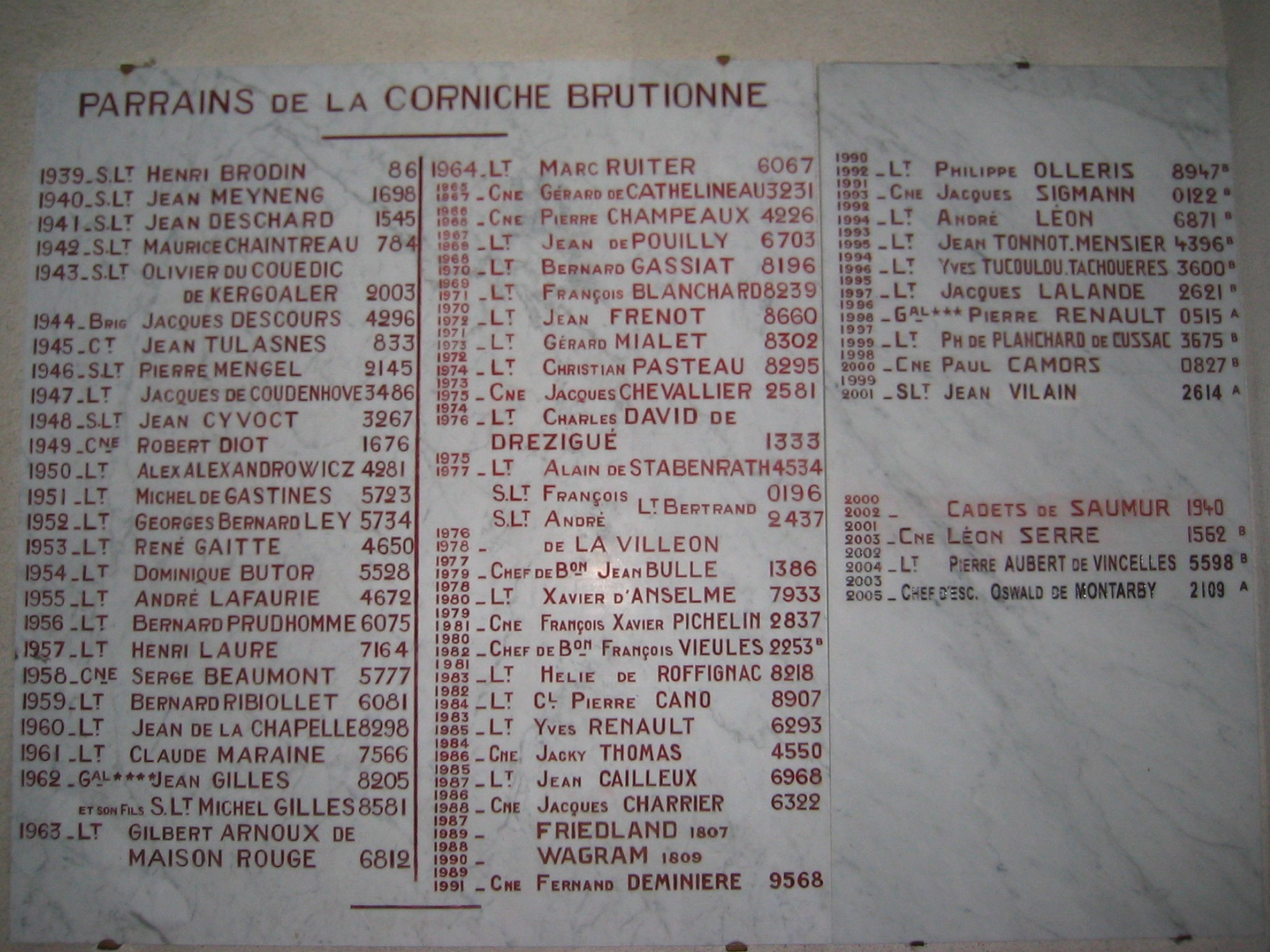
Plaque de l’escalier des Cyrards : voir à 1958.

### Parrainage

#### Prytanée National Militaire de la Flèche
Il a été parrain de promotion de la Corniche brutionne (1958), à laquelle il appartenu quelques années plus tôt (1945-47).

#### Ecole Spéciale Militaire de Saint-Cyr
Ayant également servi dans cette école, la 192e promotion de Saint-Cyr (2005-2008) a choisi son nom. Cette promotion compte d'ailleurs parmi ses membres un mort au combat en Afghanistan, le capitaine (à titre posthume) Thomas Gauvin, alors qu'il servait au 1er RCP.

#### Autres référencements
L'enceinte du 1er RCP de Pamiers, dans lequel il a servi, porte également le nom de quartier Beaumont.
Cette enceinte porte le nom du capitaine Beaumont surtout parce que le 9e RCP l'a occupé de 1981(année de sa mise en service) jusqu'en 1999 année de la suppression du service national et la fusion des 1er et 9e RCP.
Le G.I de st Sulpice la pointe avant le cantonnement à Pamiers du 9e RCP, portait également le nom de capitaine Beaumont.

### Chant d'hommage
Le chant de la promotion capitaine Beaumont (voir icône) raconte la biographie et rend hommage à son parrain.